# Анастилоза
Анастилоза (на гръцки: ανα – пак, обратно и στυλος – колона) означава буквално „възстановяване на колони“. Това е методологичен термин в реставрацията, археологията и каменоделството. Методът се прилага при реконструкцията и реставрацията на исторически сгради и означава използването на оригинални части на сградата или заменянето им с нови.

## Метод
Цел на анастилозата е използването при реставрация на колкото се може повече оригинални елементи на стария обект – каменни, тухлени и др. В случаи, когато архитектурните обекти са застрашени от срутване, те могат да се развалят камък по камък, единичните части да се анализират, номерират и каталогизират и след това да се построят наново, понякога на нов фундамент. Допълнителни нови елементи и материали (бетон, стоманени трегери и др. подобни) се допускат само в крайни случаи в зависимост от стабилността или ако оригиналните части не могат иначе да се използват наново. При това се изисква, новите части и материали да са скрити за окото.

## Развитие
Методът е развит и за пръв път приведен 1907–1911 г. от холандски археолози при реставрацията на будиските храмове Боробудур в Ява, Индонезия. Френският археолог Анри Маршал от Френското училище за Далечния изток (EFEO) възприема метода от Питер Винсент ван Стейн Каленфелс и започва от 1930-те г. да го прилага и при реставрацията в Ангкор, където първият по този метод реконструиран обект става храмът Бантеа Срей.
През 1920-те гръцкият архитект Николас Баланос прилага метода анастилоза при повторното поставяне на някои колони на Акропола в Атина. При това обаче той използва метални стеги, които поддържат колоните и конструкцията, но причиняват вреда на камъка, понеже корозират. Тези стеги бяха премахнати при реставрацията през 1980-те.
Технологията на анастилозата се доразвива през 20 век и прилага при много реставрационни работи в цял свят: Акропола в Атина, Одеона в Троя (Турция), храма на Траян в Пергамон (Турция), храма на Херакъл в Агридженто (Италия), Библиотеката на Целз в Ефес (Турция), храмовете в Петра (Йордания) и Ми Сон (Виетнам).
Запланувано е разрушената през 2001 г. от талибаните монументални каменни статуи на Будите от Бамян в (Афганистан) да бъдат възстановени по метода анастилоза. Според археолозите могат да се използват 50% от останките.
|  | Тази страница частично или изцяло представлява превод на страницата Anastilosis в Уикипедия на немски. Оригиналният текст, както и този превод, са защитени от Лиценза „Криейтив Комънс – Признание – Споделяне на споделеното“, а за съдържание, създадено преди юни 2009 година – от Лиценза за свободна документация на ГНУ. Прегледайте историята на редакциите на оригиналната страница, както и на преводната страница, за да видите списъка на съавторите. ВАЖНО: Този шаблон се отнася единствено до авторските права върху съдържанието на статията. Добавянето му не отменя изискването да се посочват конкретни източници на твърденията, които да бъдат благонадеждни. |